# Linia kolejowa Tallinn – Keila
Linia kolejowa Tallinn – Keila – linia kolejowa w Estonii łącząca stację Tallinn ze stacją Keila. 
Linia na całej długości jest zelektryfikowana i dwutorowa.

## Historia
Linia została zbudowana w latach 1869–1870 i otwarta 24 października?/5 listopada 1870 jako część linii Rewel - Bałtijskij Port, wchodzącej w skład Kolei Bałtyckiej, łączącej te miasta z Petersburgiem. Po I wojnie światowej linia znalazła się w Estonii.
W 1924 zelektryfikowano odcinek Tallinn – Pääsküla. 20 września 1924 przejechał nim pierwszy pociąg elektryczny z najwyższymi osobami w państwie, na czele ze starszym państwa Friedrichem Akelem, na pokładzie. Była to pierwsza zelektryfikowana linia kolejowa nie tylko w Estonii, ale i w państwach bałtyckich. W 1935 z Tallinna do Haapsalu rozpoczął kursowanie pierwszy w Estonii pociąg spalinowy. Tabor elektryczny został rozkradziony przez Sowietów po zajęciu Estonii przez ZSRR w 1940 i wywieziony w okolice Permu. W późniejszych latach zdemontowano również trakcję. Sieć została odbudowana w 1946. Elektryfikacje dalszej części linii do Keili przeprowadzano już pod okupacją sowiecką. Oddano ją do użytku 19 lipca 1958.
Początkowo linia leżała w Imperium Rosyjskim, w latach 1918 - 1940 położona była w Estonii, następnie w Związku Sowieckim (1940 - 1991). Od 1991 ponownie znajduje się w granicach niepodległej Estonii.